# Sekslijn
Een sekslijn is een telefonische dienst waar men tegen een bedrag dat aanzienlijk hoger ligt dan het standaard beltarief naartoe kan bellen (in Nederland via een 0906-informatienummer). Op een sekslijn kan men meestal ingesproken opnames beluisteren van stemactrices of acteurs die een pornografisch verhaal vertellen in de vorm van een rollenspel, of van meerdere stemacteurs die dit rollenspel spelen. De opnames gaan gepaard met geluiden die seksuele handelingen simuleren. De beller zal vaak, al dan niet aangemoedigd door de acteur, overgaan tot zelfbevrediging.
Vanwege de simulatie wordt een sekslijn ook wel een hijglijn genoemd. In Nederland wordt ook nog weleens de term 06-lijn gebruikt, stammend uit de tijd dat de nummers van sekslijnen, zoals destijds alle betaalnummers, nog met "06" begonnen (van voor 1 oktober 1996). Tegenwoordig is 06 het netnummer van mobiele telefoons. Sekslijnen zijn over het algemeen, ook voor betaalnummers, behoorlijk duur, en konden frequente bellers dan ook met hoge telefoonkosten opzadelen. Met de komst van breedband-internet kan men vaak gemakkelijker en goedkoper via het internet aan seksuele stimulatie komen, en dan niet alleen geluid, maar ook beeld.
Tot de eerste grote exploitanten van sekslijnen behoorden de broers George en Harold Skene met hun bedrijf Teleholding (waar de Netflix original Dirty Lines uit 2022 losjes op gebaseerd is) en Menno Buch.

## Sms-lijn
Een moderne variant op de sekslijn zijn de sms-diensten die veelal 's nachts herhaaldelijk op commerciële televisiezenders worden uitgezonden. Deze sms-diensten bieden een abonnement op een rollenspel aan waarbij men, tegen een verhoogd tarief, met enige regelmaat een sms van een acteur of actrice ontvangt. Ook voor de ontvangen sms-berichten moet betaald worden. Deze rollenspellen worden vaak als datingservice gepresenteerd terwijl er in werkelijkheid geen contact mogelijk is met de acteur of actrice. Ook wordt weleens via datingsites met deze nummers geadverteerd. De persoon die op de advertentie reageert krijgt het verzoek een sms’je te sturen. Ook hier is geen werkelijk contact mogelijk met de acteur of actrice, en worden voor zowel verzonden als ontvangen berichtjes kosten in rekening gebracht.